# Paphiopedilum mattesii
Paphiopedilum mattesii är en orkidéart som beskrevs av Pittenauer, Jürgen Roeth och Olaf Gruss. Paphiopedilum mattesii ingår i släktet Paphiopedilum och familjen orkidéer. Inga underarter finns listade i Catalogue of Life.